# Polypedilum sabbuhi
Polypedilum sabbuhi är en tvåvingeart som beskrevs av Bidawid 1996. Polypedilum sabbuhi ingår i släktet Polypedilum och familjen fjädermyggor. Inga underarter finns listade i Catalogue of Life.